# Misil balístico
- 1. Desde el silo, el misil es lanzado mediante el encendido del motor de impulso (boost) de la primera fase (A).
- 2. Tras 60 segundos desde el despegue, se desecha la primera fase y se enciende el motor de la segunda fase (B). La cabeza recubridora del misil (E) es eyectada.
- 3. Unos 120 segundos tras el despegue, el motor de la tercera fase (C) comienza su ignición y se separa de la segunda fase.
- 4. 180 segundos después del despegue, la propulsión de la tercera fase termina y el Vehículo de Post-Impulso (D) se separa del cohete.
- 5. El Vehículo de Post-Impulso maniobra sobre sí mismo y se prepara para el despliegue del Vehículo de Re-entrada (RV).
- 6. Se despliegan los RVs, así como los señuelos.
- 7. Los RVs ya armados y los señuelos realizan la re-entrada en la atmósfera a alta velocidad.
- 8. Se produce la detonación de la cabeza nuclear.

Secuencia de lanzamiento del MIRV Minuteman-III:

Un misil balístico sigue una trayectoria balística para el lanzamiento de una o más ojivas sobre un objetivo determinado. Estas armas consisten en un guiado que ocurre durante breves periodos de tiempo, mientras que el resto de viaje se realiza sin propulsión. Mientras que los misiles balísticos de corto alcance se mantienen dentro de la atmósfera de la Tierra, los misiles balísticos intercontinentales (ICBMs) se lanzan con una trayectoria suborbital.
La categoría de estas armas difiere de los misiles de crucero, los cuales son guiados aerodinámicamente con vuelo propulsado.

## Historia

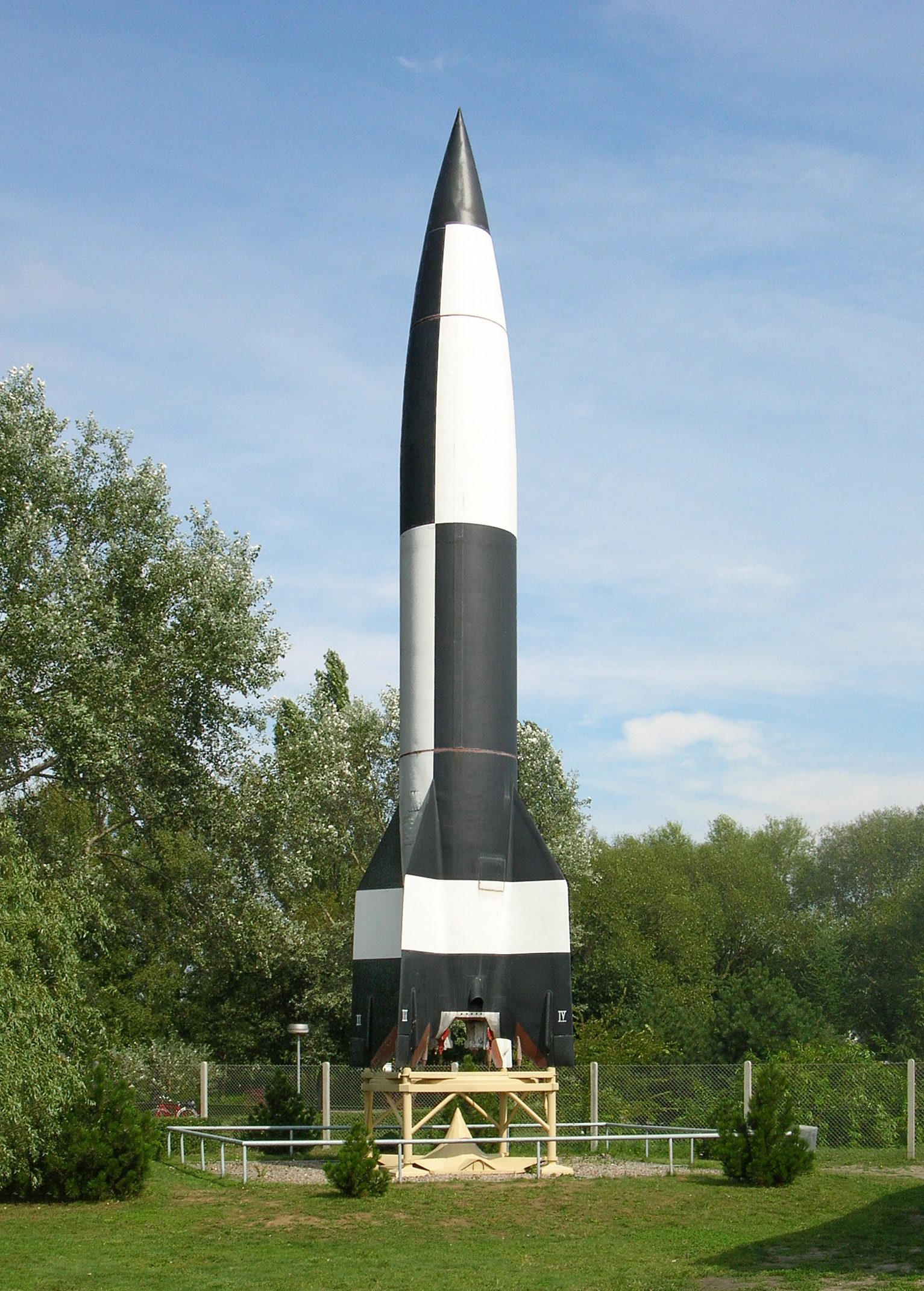
Réplica del V-2

La primera iteración de misiles balísticos se remontan al siglo XIII, cuyo uso se deriva de la historia de la cohetería. En el siglo XIV, la armada de la dinastía Ming del Imperio chino hacía uso de una forma de primitiva de misil balístico denominada Huo long chu shui contra barcos enemigos en diferentes batallas navales. Uno de los misiles balísticos pioneros fue el A-4, comúnmente conocido como el V-2 desarrollado por la Alemania nazi en las décadas de 1930 y 1940 bajo la dirección de Wernher von Braun. El primer lanzamiento exitoso del V-2 aconteció el 3 de octubre de 1942, y el servicio dio comienzo el 6 de septiembre de 1944 contra la ciudad de París, seguido por un ataque contra Londres dos días más tarde. Hasta el final de la Segunda Guerra Mundial en Europa, en mayo de 1945, más de 3.000 V-2s fueron lanzados.
Los primeros SRBM, americanos (Redstone) y soviéticos (Scud, R-1X, R-2, R-5) fueron descendientes directos del V2, aunque añadieron mejoras ininterrumpidas en el alcance y la precisión. La siguiente generación de misiles balísticos incorporaban TVC mediante motores en Cardan, con capacidad de separación de la carga de guerra y guiado inercial. Dichos motores usaban motores mejorados y combustibles más potentes (los americanos usaban LOX y los soviéticos, ácido nítrico) permitiendo el incremento en el alcance a 1500nm (2780 km aproximadamente), lo que actualmente se denomina IRBM.
El R-7 Semyorka soviético fue el primer misil balístico intercontinental (ICBM), seguido por el Atlas americano. Ambos tienen rangos por encima de los 5000 nm (9260 km) y están basados en un concepto de varias etapas en paralelo, con potentes motores quemando LOX y queroseno. Estos misiles iban dotados de cohetes vernier para ajustar finalmente la velocidad y la trayectoria. En esta época también se desarrolló el concepto de silos y la capacidad de almacenaje vertical con el objetivo de acortar el tiempo de disparo y disminuir la vulnerabilidad.
El desarrollo de potentes motores cohetes de combustible sólido (como el Minuteman I) favoreció la respuesta de los misiles en silos, disminuyendo la vulnerabilidad. A su vez también permitió el desarrollo de los SLBM, lanzados desde un submarino. Éstos son el complemento lógico a la estrategia de los ICBMs, ya que proporcionan capacidad de ataques por sorpresa para destruir los silos del enemigo y a su vez imposibilidad de detección y destrucción.
A finales de los años 60 se produjeron los primeros misiles balísticos de cabezas múltiples, MIRV.
Un total de 30 países tienen desplegados misiles balísticos operativos.[cita requerida] El desarrollo de esta clase de misil continúa con hasta cerca de 100 tests de vuelo en 2007 (sin incluir aquellos de EE. UU.), en su mayoría realizados por la República Popular China, Irán y la Federación Rusa.[cita requerida] En 2010, los gobiernos de Estados Unidos y Rusia firmaron un acuerdo con objeto de reducir el arsenal de misiles balísticos intercontinentaless (ICBMs) en un periodo de 7 años (hasta 2017) hasta un total de 1550 unidades por cada país.

## Vuelo

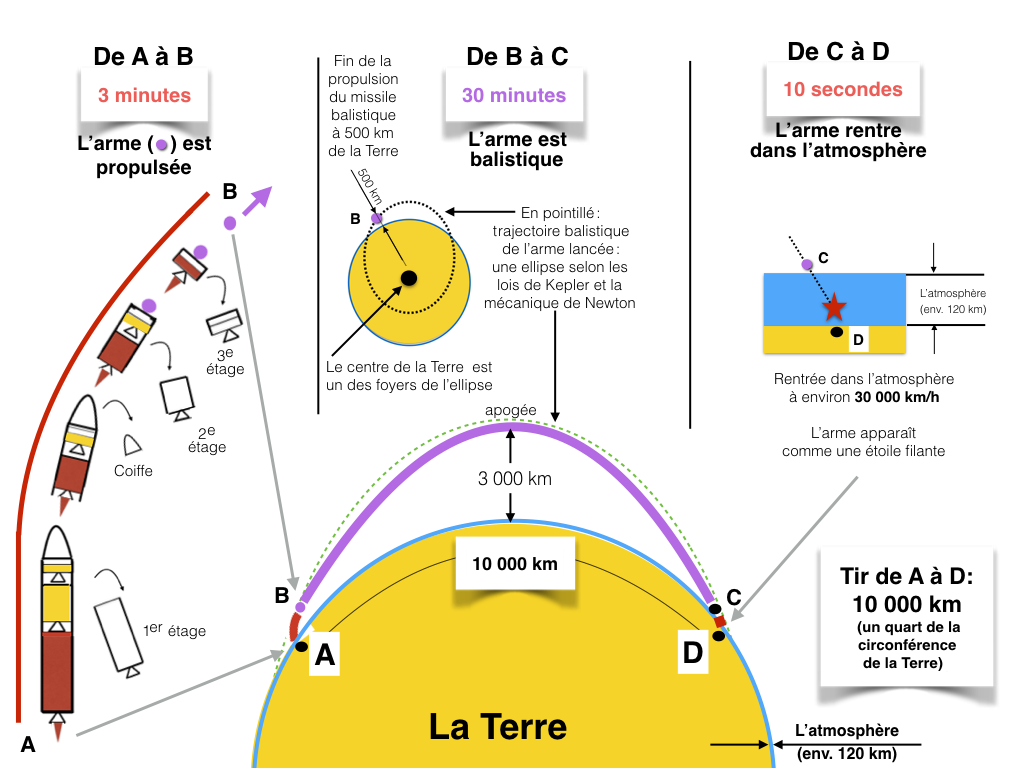
Trayectoria de un misil balístico según la esfera de referencia

El lanzamiento de misiles balísticos puede realizarse desde plataformas fijas o desde lanzadores móviles, incluyendo vehículos (por ejemplo, baterías de misiles), aviones, embarcaciones, y submarinos. La fase de vuelo propulsado puede durar desde unas decenas de segundos hasta varios minutos y pueden consistir en múltiples fases de cohete.
La trayectoria de un misil balístico consiste en tres partes diferentes: 
- Vuelo propulsado: fase que va desde el encendido del motor hasta el apagado del mismo o fin de combustión (una vez quemado todo el combustible) y se produce la salida a la atmósfera.

- Vuelo balístico (o caída libre): se trata de una órbita elíptica con intersección en la Tierra que constituye la mayor parte del tiempo de vuelo. Tras agotarse el combustible, se termina la propulsión y el misil comienza una caída libre. Los parámetros de la órbita están definidos por la posición y la velocidad en el momento del apagado del motor; sigue totalmente las leyes de la mecánica orbital (salvo perturbaciones debidas a la no esfericidad de la Tierra).
- Re-entrada: parte de la trayectoria en la cual el misil re-entra en la atmósfera de la Tierra. Comienza en el punto donde la resistencia aerodinámica no es despreciable (aprox. 30 km de altura) y dura hasta el punto de impacto. Esta fase es importante ya que las altas velocidades aceleraciones experimentadas (del orden de 22.000–29.000 km/h; o 13,000–18,000 mph) y las altas temperaturas durante la entrada, introduce limitaciones a las trayectorias de reentrada que puede soportar el misil.[6] Las etapas de vuelo para los misiles balísticos de corto alcance son prácticamente las dos primeras etapas del ICBM, ya que hay tipos de misiles balísticos que no llegan a salir de la atmósfera.[cita requerida]

Con el objetivo de cubrir grandes distancias, los misiles balísticos normalmente son lanzados con una trayectoria de vuelo suborbital; en el caso de los misiles intercontinentales, la altitud máxima (apogeo) alcanzada durante la caída libre es de unos 2000 kilómetros (1242,7 mi).
De forma habitual se suele adoptar la esfera de referencia, que es una esfera con centro en el centro de la Tierra y altura que incluye el punto de fin de combustión (o apagado) y el apogeo.

## Ventajas

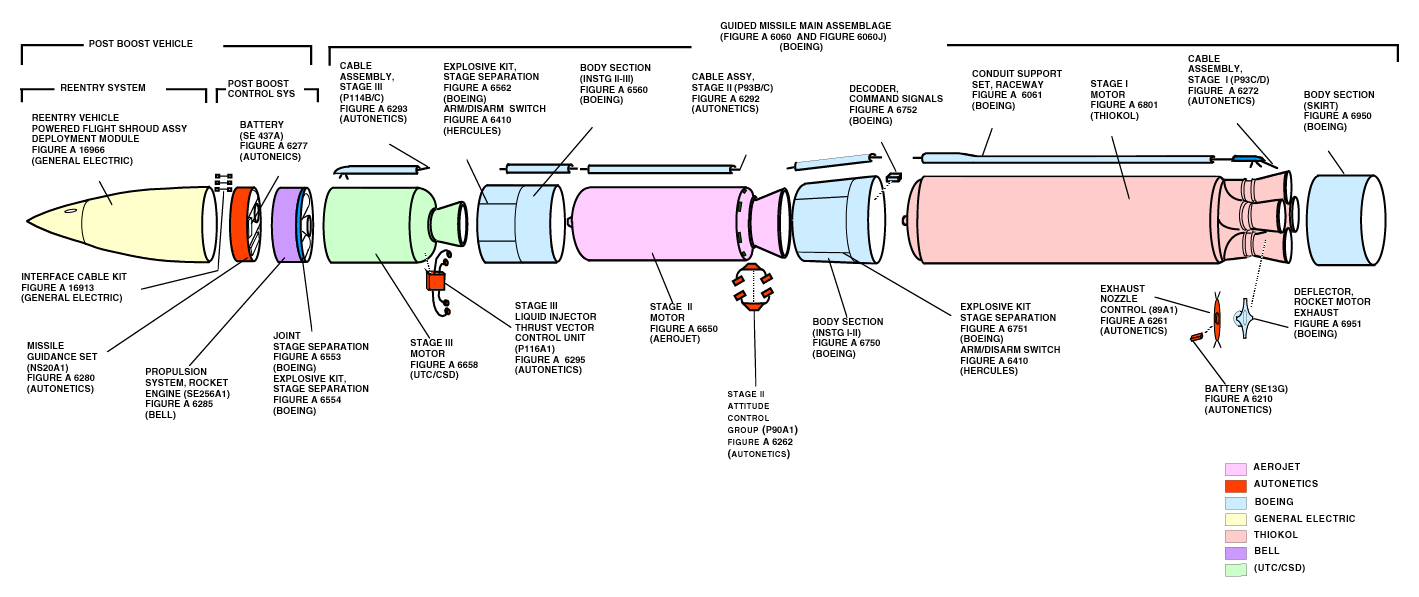
Esquema transversal del misil balístico intercontinental (ICBM) Minuteman-III

El rumbo tomado por los misiles balísticos dan lugar a dos propiedades significativas y deseables. En primer lugar, los misiles balísticos pueden volar por encima de la atmósfera con un alcance mucho mayor que aquel de un misil de crucero del mismo tamaño. El vuelo de un misil propulsado a través de miles de kilómetros de aire requeriría una cantidad de combustible ampliamente mayor, lo cual necesitaría un vehículo más grande, más fácil de detectar y más fácil de interceptar. Aquellos misiles propulsados que cubren alcances similares, como los misiles de crucero, no hacen uso de los motores de cohete durante la mayor parte del vuelo, sino que utilizan motores de tipo jet, los cuales son más económicos. No obstante,  los misiles de crucero no han dejado obsoletos a los misiles balísticos gracias a su segunda mayor ventaja: los misiles balísticos son capaces de viajar extremadamente rápido a lo largo de su trayectoria. Un ICBM es capaz de alcanzar a su objetivo a 10,000 km de alcance en un periodo de entre 30 y 35 minutos.[cita requerida] Mediante unas velocidades terminales por encima de los 5,000 m/s, los misiles balísticos son mucho más difíciles de  interceptar que los misiles de crucero ya que implican una ventana de respuesta disponible más pequeña. Por tanto, los misiles balísticos suponen una de las armas más temidas disponibles, a pesar de que los misiles de crucero son más baratos, móviles y versátiles.[cita requerida]

## Tipos

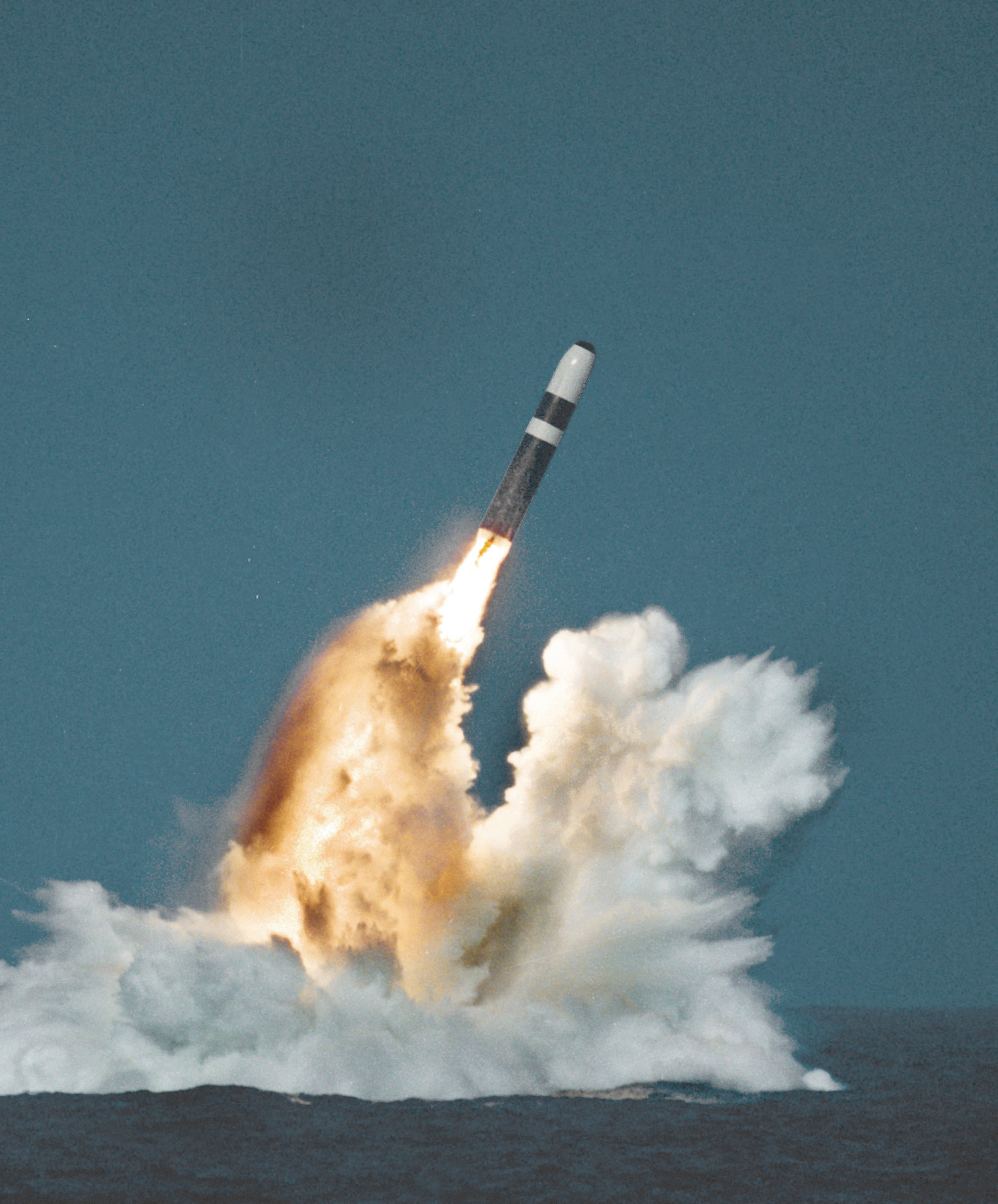
Trident II D5 (SLBM) lanzado desde un submarino de misiles balísticos

Los misiles balísticos varían ampliamente en alcance y uso, y sus categorías están basadas en el alcance. Existen varios esquemas usados por los diferentes países para categorizar el alcance de los misiles balísticos:
- Misil balístico lanzado desde el aire (ALBM)
- Misil balístico táctico (BRBM): Alcance entre 150 y 300 kilómetros (93,2 y 186,4 mi)
- Misil balístico de teatro de operaciones (TBM): Alcance entre 300 y 3500 kilómetros (186,4 y 2174,8 mi)
  - Misil balístico de corto alcance (SRBM): Alcance entre 300 y 1000 kilómetros (186,4 y 621,4 mi)
  - Misil balístico de medio alcance (MRBM): Alcance entre 1000 y 3500 kilómetros (621,4 y 2174,8 mi)
- Misil balístico de alcance intermedio (IRBM) or misil balístico de largo alcance (LRBM): Alcance entre 3500 y 5500 kilómetros (2174,8 y 3417,6 mi)
- Misil balístico intercontinental (ICBM): Alcance mayor que 5500 kilómetros (3417,6 mi)
- Misil balístico lanzado por submarino (SLBM): Lanzado desde submarino de misiles balísticos (SSBN)

Aquellos diseños más recientes cuentan con alcance intercontinental, siendo una excepción notable el SLBM indio Sagarika y el K-4, así como el ya deplegado KN-11 norcoreano,  el cual es posible que no disponga finalmente de alcance intercontinental. Un misil comparable es el SLBM retirado chino JL-1, el cual cuenta con un alcance menor de 2,500 km.
Los misiles tácticos de medio y corto alcance son a menudo llamados misiles tácticos y misiles de teatro de operaciones, respectivamente. Los misiles balísticos de medio y largo alcance son diseñados para el lanzamiento de cabezas nucleares, ya que su capacidad de carga no es suficiente para el uso óptimo en costes de explosivos convencionales en comparación con el uso de dichos explosivos mediante un bombardero (aunque EE. UU. está evaluando la idea de un ICBM armado con explosivos convencionales para conseguir una capacidad de ataque aéreo de alcance global de manera casi instantánea, a pesar de los altos costes).

## Misiles cuasi-balísticos
Un misil cuasi-balístico (también llamado misil semi-balístico e incluye a los misiles balísticos anti-navales) es una categoría de misil con trayectoria baja y/o es mayormente balístico pero puede realizar maniobras durante el vuelo o cambios inesperados en su dirección o alcance.[cita requerida]
Al tener una trayectoria más baja que un misil balístico, un misil cuasi-balístico puede alcanzar velocidades mayores, por lo que da un menor margen de tiempo al objetivo para poder reaccionar al ataque, a un coste de alcance menor.
El Iskander ruso es un misil cuasi-balístico. El Iskander-M ruso viaja a una velocidad hipersónica de 2,100–2,600 m/s (Mach 6–7) a una altitud de 50 km. El Iskander-M pesa 4,615 kg lleva una cabeza nuclear de 710–800 kg, tiene una alcance 480 km y consigue un CEP de 5–7 metros. Durante el vuelo puede maniobrar a diferentes altitudes y trayectorias para esquivar misiles antibalísticos.
China, India e Irán han desarrollado recientemente misiles balísticos anti-navales;

### Lista de misiles cuasi-balísticos
- DF-15 (en activo)
- DF-21D (en activo)
- DF-26 (en activo)
- B-611MR (en activo)
- SY-400 (en activo)

- Hadès (en activo)

- Prithvi-III (en activo)
- Dhanush (en activo)
- Prahaar (en desarrollo)
- Shaurya (en activo)

- Fateh-110 (en activo)
- Qiam 1 (en activo)
- Khalij Fars (en activo)

- LORA (en activo)

- KN-23 (en desarrollo)
- KN-24 (en desarrollo)

- Nasr (activo)

\
- R-27K (cancelado)
- Tochka (en activo)
- Oka (retirado)
- Iskander (en activo)
- Kh-47M2 Kinzhal (Activo)

- MGM-140B/E ATACMS (en activo)

## Peso lanzable
El peso lanzable se define como el peso efectivo de la carga (payload) de los misiles balísticos. Su unidad de medida es el kilogramo o la tonelada. El peso lanzable equivale al peso total de la cabeza nuclear del misil, el vehículo de reentrada, los mecanismos de dispensación autónomos, la ayuda de penetración, y los sistemas de guiado del misil. Es decir, generalmente el peso efectivo de todos los componentes menos el propulsor de lanzamiento y el combustible. El concepto de peso lanzable puede atribuirse para cualquier tipo de ojiva, aunque en el uso moderno se refiere casi exclusivamente a cargas nucleares o termonucleares. Anteriormente también ha sido considerado como un concepto dentro del diseño de embarcaciones navales y el número y tamaño de sus armas de combate.
El peso lanzable ha sido usado como un criterio de clasificación para diferentes tipos de misiles durante los Acuerdos de Limitación de Armas Estratégicas entre la Unión Soviética y los Estados Unidos. El término pasó a ser políticamente controvertido durante los debates sobre el acuerdo de control de armas, ya que los más críticos con el tratado alegaban que los misiles soviéticos eran capaces de llevar mayores cargas y, por tanto, se les permitía a las fuerzas soviéticas mantener pesos lanzables mayores que a la fuerza análoga estadounidense, la cual contaba con una cantidad comparable de misiles pero de menor carga efectiva.
Los misiles con las cargas más pesadas del mundo son el ruso SS-18 y el chino CSS-4. Por otro lado, desde 2017 Rusia ha estado desarrollando un nuevo ICBM pesado y propulsado por combustible líquido denominado el Sarmat.

### Trayectoria deprimida
Normalmente, el peso lanzable viene determinado y computado partiendo de un tratectoria balística óptima de un punto a otro de la superficie de la Tierra. Una trayectoria óptima maximiza la carga total (peso lanzable) haciendo uso del impulso del misil. Al reducir el peso de la carga, es posible la selección de diferentes trayectorias, las cuales pueden incrementar el alcance nominal o decrementar el tiempo total de vuelo.
Una trayectoria deprimida es una no-óptima, ya que una trayectoria más baja y plana toma un menor tiempo entre el lanzamiento y el impacto, aunque implica un peso lanzable menor. Los principales motivos por los cuales se escoge una trayectoria deprimida son o evadir sistemas de misiles antibalísticos mediante la reducción de la ventana de tiempo que el enemigo dispone para interceptar el vehículo (especialmente durante la fase de quemado, la cual es vulnerable contra sistemas de ABM espaciales) o un escenario nuclear de primer ataque. Un propósito civil alternativo de una trayectoria deprimida se encuentra en conjunción con el concepto de avión espacial que hace uso de motores de chorro de aire, lo cual requiere que el misil balístico se motenga lo suficientemente bajo, dentro de la atmósfera, para que los motores por chorro funcionen.

## Uso en combate
Los siguientes misiles balísticos se han utilizado en combate:
- 9K720 Iskander
- Ababil-100
- Al-Samoud 2
- Dongfeng-12[15][16]
- Fateh-110
- Ghadr-110
- LORA[17]
- MGM-140 ATACMS
- OTR-21 Tochka
- Qaher-1/2M[18]
- Scud
- V-2
- Zolfaghar
- Kh-47M2 Kinzhal
- Oreshnik